# Vaux-Champagne
Vaux-Champagne ist eine französische Gemeinde mit 141 Einwohnern (Stand 1. Januar 2022) im Département Ardennes in der Region Grand Est; sie gehört zum Arrondissement Vouziers und zum Kanton Attigny.

## Bevölkerungsentwicklung
| Jahr                      | 1962 | 1968 | 1975 | 1982 | 1990 | 1999 | 2006 | 2012 | 2016 |
| Einwohner                 | 199  | 151  | 132  | 107  | 102  | 90   | 113  | 131  | 130  |
| Quelle: Cassini und INSEE |      |      |      |      |      |      |      |      |      |

## Sehenswürdigkeiten

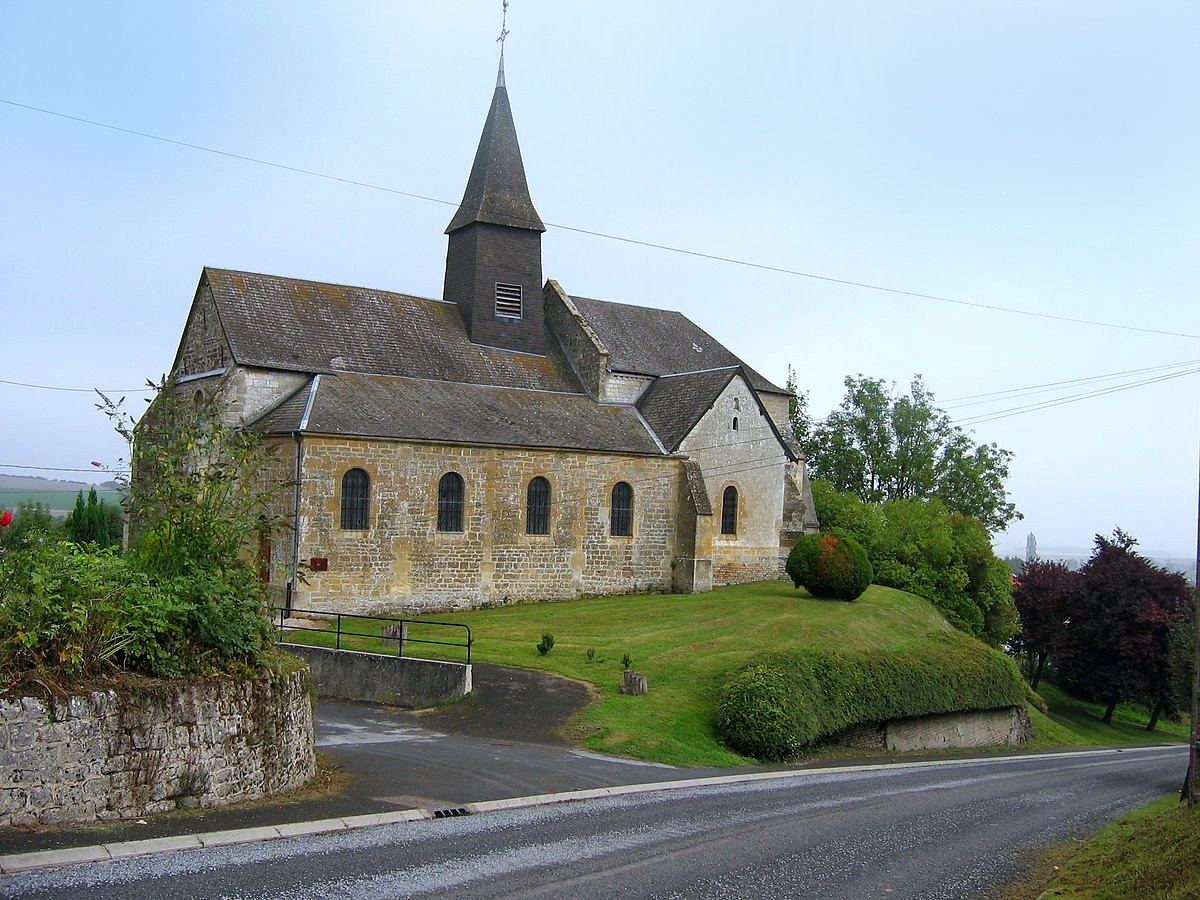
Kirche Saint-Rémy

- Kirche Saint-Rémy (15. Jahrhundert)